# Coscinida
Genre
Synonymes
- Loxonychia Tullgren, 1910
- Theridiella Tullgren, 1910

Coscinida est un genre d'araignées aranéomorphes de la famille des Theridiidae.

## Distribution
Les espèces de ce genre se rencontrent en Asie et en Afrique sauf Coscinida tibialis qui est pantropicale.

## Liste des espèces
Selon World Spider Catalog (version 25.0, 12/03/2024) :
- Coscinida asiatica Zhu & Zhang, 1992
- Coscinida conica Yang, Irfan & Peng, 2019
- Coscinida coreana Paik, 1995
- Coscinida decemguttata Miller, 1970
- Coscinida gentilis Simon, 1895
- Coscinida hantao Lin & Li, 2024
- Coscinida hunanensis Yin, Peng & Bao, 2006
- Coscinida japonica Yoshida, 1994
- Coscinida leviorum Locket, 1968
- Coscinida lugubris (Tullgren, 1910)
- Coscinida novemnotata Simon, 1895
- Coscinida proboscidea Simon, 1899
- Coscinida propinqua Miller, 1970
- Coscinida shimenensis Yin, Peng & Bao, 2006
- Coscinida tibialis Simon, 1895
- Coscinida triangulifera Simon, 1904
- Coscinida ulleungensis Paik, 1995
- Coscinida yei Yin & Bao, 2012

## Systématique et taxinomie
Ce genre a été décrit par Simon en 1895 dans les Theridiidae.
Loxonychia et Theridiella ont été placés en synonymie par Levi et Levi en 1962.

## Publication originale
- Simon, 1895 : « Études arachnologiques. 26e. XLI. Descriptions d'espèces et de genres nouveaux de l'ordre des Araneae. » Annales de la Société Entomologique de France, vol. 64, p. 131-160 (texte intégral).